# Bözöd
Bözöd (románul Bezid, németül Besendorf) falu Romániában Maros megyében. Egykor járási székhely volt.

## Fekvése
A falu a Bözöd-patak völgyében fekszik Marosvásárhelytől 32 km-re délkeletre, központjától, Erdőszentgyörgytől 7 km-re keletre.

## Földrajzi fekvése
Északi szélessege 46°24′0’’, keleti hosszúsága 24°55′0’’.

## Nevének eredete
Neve a magyar Beze személynév –d helynévképzős származéka.

## Története
Területe ősidők óta lakott. Határában őskori edénytöredékek kerültek elő. A hagyomány szerint eredetileg a Lóc-patak völgyében feküdt, majd lakói áttelepültek a hegyen látván, hogy a terület „be zöld”. A falut 1566-ban Beozeod néven említik. 1910-ben 1279, 1941-ben 1359 lakosa volt. A trianoni békeszerződésig Udvarhely vármegye Székelykeresztúri járásához tartozott. 1992-ben 780 lakosából 745 magyar, 33 cigány és 2 román.

## Néprajza
Bözödi György által, aki elkezdte a faluban a folklórkutatást, figyeltek fel a falu folklórjára. A bözödi népmesegyűjtés után Lajtha László gyűjtötte fel fonográf hengerekre a bözödiek énekeit 1941-ben.

## Látnivalók
- Református temploma késő középkori eredetű, a 16. század elején átépítették. Tornya 1821-ben épült, 1870-ben és 1929-ben renoválták.
- Unitárius temploma 1810-ben épült a korábbi fatemplom helyett.
- Bözödi György szülőháza, emlékház (Jakab György szobrász). Az író 1913. március 9-én született, 1989. november 25-én halt meg.
- Az író kopjafája a régi temetőben.
- Szalmadíszekkel telített emlékház.
- Bözödi-tó, amely egy egész falut temetett el örökre magába. Bözödújfalu híres falu volt a vallási felekezetek sokszínűségének köszönhetően, illetve az ott élő emberek rendkívüli összetartozásnak erejével.
- A tó mellett található a Bözödi Levendula Domb, amely évről-évre egyre több látogatót vonz a településre[5]

## Híres emberek
- Itt született Koncz József tanár, író, kutató 1829-ben.
- Itt született Bözödi György történész 1913-ban, 1989-ben Budapesten bekövetkezett halála után itt temették el.

## Kapcsolódó oldalak
- Bözöd Archiválva 2007. szeptember 27-i dátummal a Wayback Machine-ben